# Ali Amiri (football, 1987)
Ne doit pas être confondu avec Ali Amiri (football, 1985).
Ali Amiri (en arabe : علي أميري) est un footballeur algérien né le 23 octobre 1987 à Boufarik dans la wilaya de Blida. Il évolue au poste de milieu défensif au MCB Oued Sly.

## Biographie
Ali Amiri évolue en première division algérienne avec les clubs du RC Arbaâ, du CR Belouizdad, de l'USM Blida, de l'USM Bel Abbès, de l'US Biskra et du WA Tlemcen.
Il dispute plus de 100 matchs en première division algérienne.
Le 26 octobre 2013, il se met en évidence en inscrivant un doublé lors de la réception de la JS Saoura, permettant à son équipe de l'emporter 2-1. Il marque un total de sept buts en championnat cette saison là.

## Palmarès
| RC Arbaâ - Championnat d'Algérie D2 : - Vice-champion : 2012-13. |  | NC Magra - Championnat d'Algérie D2 : - Vice-champion : 2018-19. |